# Osman IV Fu'ad
Osman Fuad (Palacio de Çırağan, Constantinopla, 24 de febrero de 1895 - Niza, 19 de mayo de 1973), fue el 39.º Jefe de la Casa Imperial de Osman: 1954-1973.
Medio hermano de Ahmed IV Nihad, y nieto del Sultan Murad V.
General de Caballería Otomano, Comandante en Jefe en Trípoli, Libia. Durante la I Guerra Mundial comandó las tropas otomanas en el teatro del norte de África. En 1920, se casó con Kerime Halim, de Egipto. En 1924 él y su familia se exiliaron en Francia. En algún momento fue Major à la suite del Regimiento de Húsares Prusianos del cuerpo de escoltas. Recibió las siguientes condecoraciones: el Collar del Hanedan-i-Ali-Osman, el Nisan-i-Ali-Imtiyaz, el Nisan-i-Osmaniye, y la clase especial de Nisán-i-Mecidiye en brillantes; Gran Caballero de las Órdenes de Águila Roja de Prusia, y Leopoldo de Austria (1917). Sucesor a la muerte de su medio hermano mayor, Ahmed Nihad Efendi, como Jefe de la Casa Imperial de Osman, en 1954. De haber sido el sultán reinante se habría llamado Osman IV.